# Bertoldka
Bertoldka je osada, část obce Šárovcova Lhota v okrese Jičín. Nachází se asi 2 km na východ od Šárovcovy Lhoty. Bertoldka leží v katastrálním území Šárovcova Lhota o výměře 7,09 km2.

## Historie
První písemná zmínka o vesnici pochází z roku 1790.
V letech 1850–1950 a od 24. listopadu 1990 se vesnice stala součástí obce Šárovcova Lhota a v letech 1961–1990 spolu s obcí Šárovcova Lhota součástí městyse Mlázovice.

## Galerie

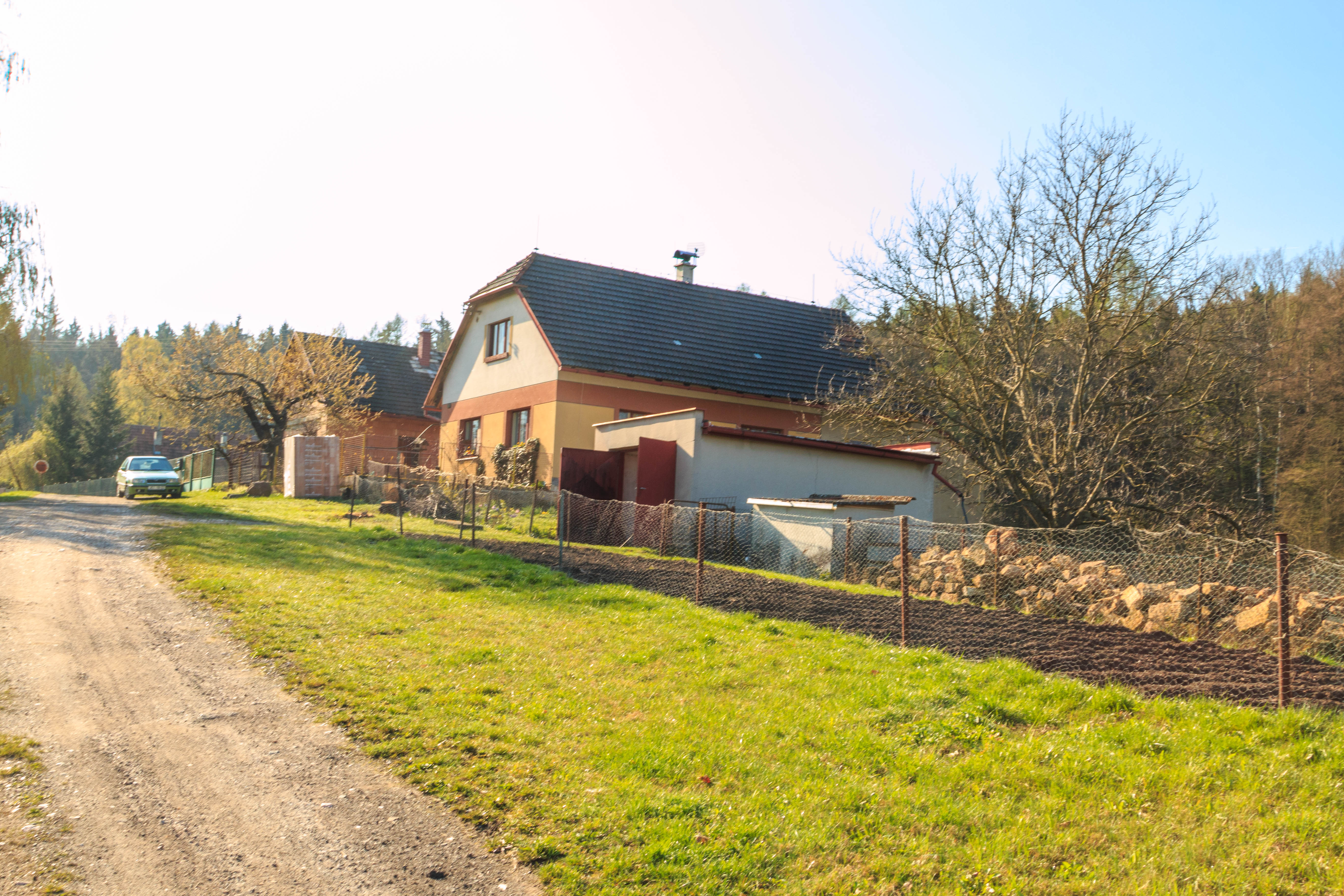
Bertoldka - dům čp. 4
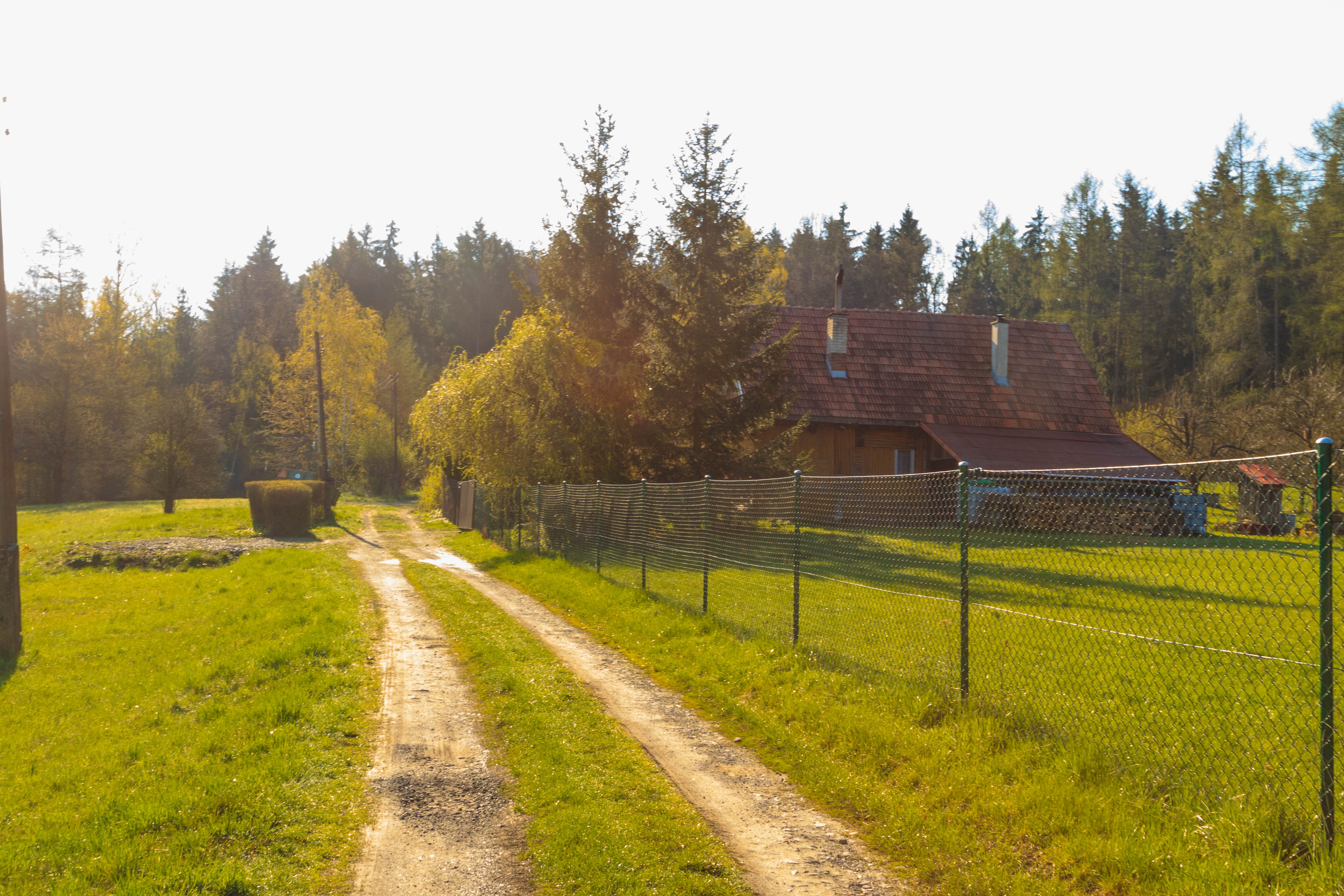
Bertoldka - dům čp. 2